# Aeroporto Internazionale di Sarajevo
L'Aeroporto internazionale di Sarajevo (IATA: SJJ, ICAO: LQSA), conosciuto anche come aeroporto di Butmir, è il principale aeroporto internazionale in Bosnia ed Erzegovina; si trova a 6,1 km a sud-ovest della stazione ferroviaria di Sarajevo, nel sobborgo di Butmir.

## Statistiche
Questo grafico non è disponibile a causa di un problema tecnico.
Si prega di non rimuoverlo.
Vedi la query Wikidata di origine.